# Partidul Muncitoresc Român
Partidul Muncitoresc Român (ortografiat Partidul Muncitoresc Romîn pentru o perioadă limitată în intervalul de timp 1954–1964, abreviat PMR) este numele sub care a funcționat Partidul Comunist Român aproape două decenii, de la unificarea cu Partidul Social-Democrat, din anul 1948, până la dobândirea numelui consacrat la data de 24 iulie 1965.

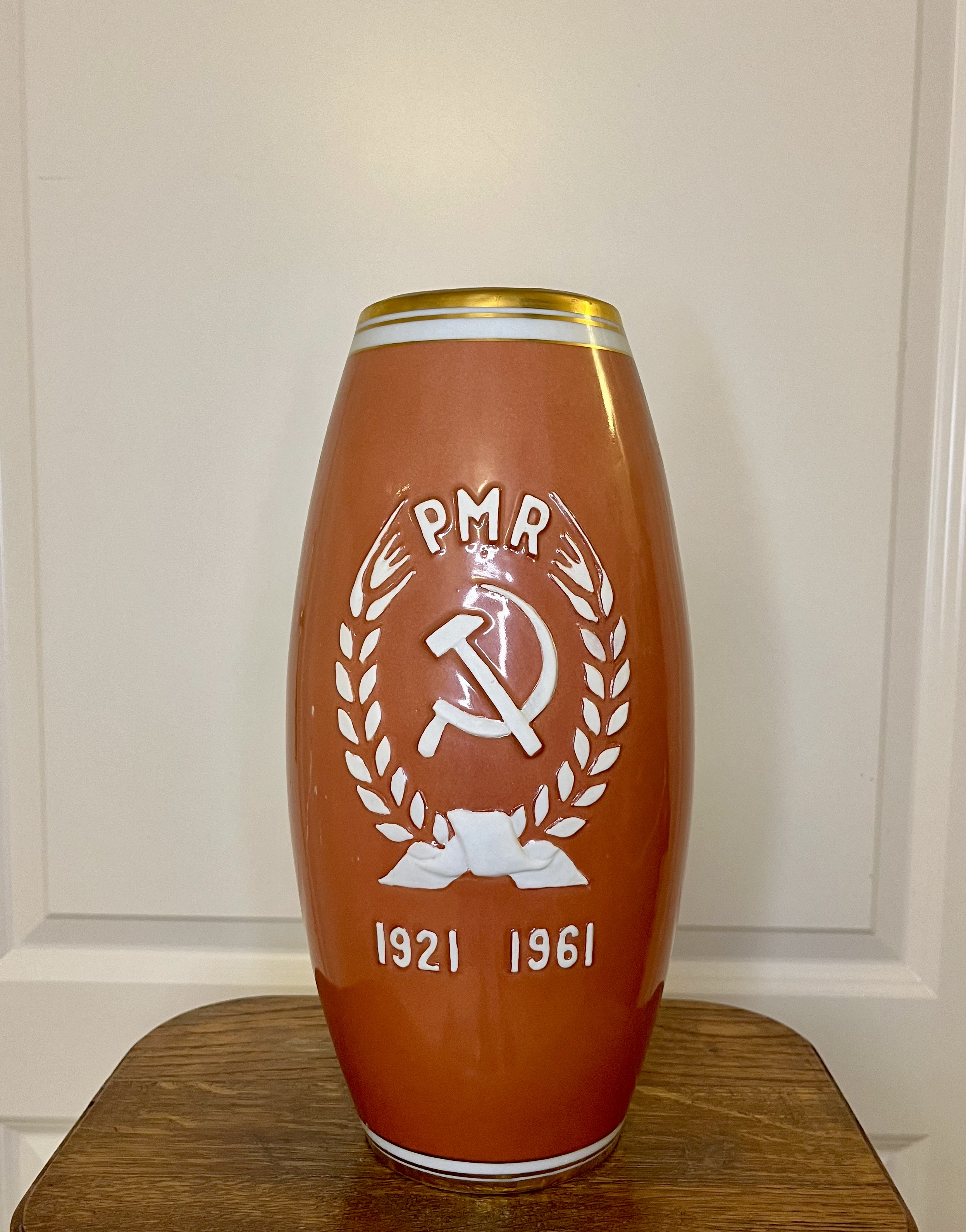
Partidul Muncitoresc Roman, vaza portelan, cultul personalitatii, Iris Portelan Cluj,1961

După 1990, a mai existat un mic partid neocomunist cu același nume, care însă nu a avut o activitate politică notabilă.
 Acest articol despre un subiect legat de  istoria României este deocamdată un ciot. Puteți ajuta Wikipedia prin completarea sa.